# Marijan Čad
Marijan Čad, slovenski častnik, generalpodpolkovnik JLA, * 22. oktober 1932, Maribor, † 14. april 2020, Ljubljana.

## Življenje in delo
Leta 1952 je v Sarajevu končal Pehotno vojaško učilišče JLA ter 1964 v Beogradu Višjo vojaško akademijo JLA in 1973 Šolo ljudske obrambe. Opravljal je predvsem štabne in poveljniške naloge, med drugim je bil poveljnik 6. liške divizije, 13. divizije in 13. operativne skupine Reka ter od 1988–1991  13. reškega korpusa. Ko je bil slednji decembra 1991 ukinjen, se je na svojo željo upokojil.
Bil je zadnji še živeči slovenski general v Jugoslovanski ljudski armadi.